# Louis Monier (programmeur)
Pour les articles homonymes, voir Monier.
Pour le photographe français, voir Louis Monier (photographe)
Louis Monier, né en 1956, est un chercheur et programmeur américain d'origine française, fondateur du moteur de recherche AltaVista, avec Paul Flaherty et Michael Burrows.
Il est titulaire d'un doctorat en informatique obtenu en 1980 à l'université de Paris (Orsay). Ses travaux ont porté sur les outils de CAO, la conception de circuits VLSI, les outils de génie logiciel, l'algorithmique, l'arithmétique, et le Web considéré comme un graphe. 
Il a également travaillé dans le centre de recherche de Paris de Digital Equipment Corporation, chez eBay puis chez Google, avant de devenir l'un des vice-présidents du moteur de recherche Cuil, qu'il a quitté un mois après son lancement, à la suite de différends en interne.
Il développe alors un nouveau produit pour smartphone, le qwiki, au sein d'une startup du même nom. Celui-ci a été présenté à la presse le 28 septembre 2010 et l'entreprise a finalement été rachetée pour 50 millions de dollars par Yahoo en juillet 2013.